# Alberto Bosch y Fustegueras
Alberto Bosch y Fustegueras (Tortosa, 26 de diciembre de 1848-Madrid, 13 de mayo de 1900) fue un ingeniero y político español, ministro de Fomento durante la regencia de María Cristina de Habsburgo-Lorena.

## Biografía
Nació en Tortosa el 26 de diciembre de 1848. Brillante estudiante, además de doctorarse en Derecho se licenció en Ciencias Exactas e Ingeniería de Caminos e inició las carreras de Medicina y Farmacia. Su carrera política se inició en 1873 al ingresar en el Partido Conservador.

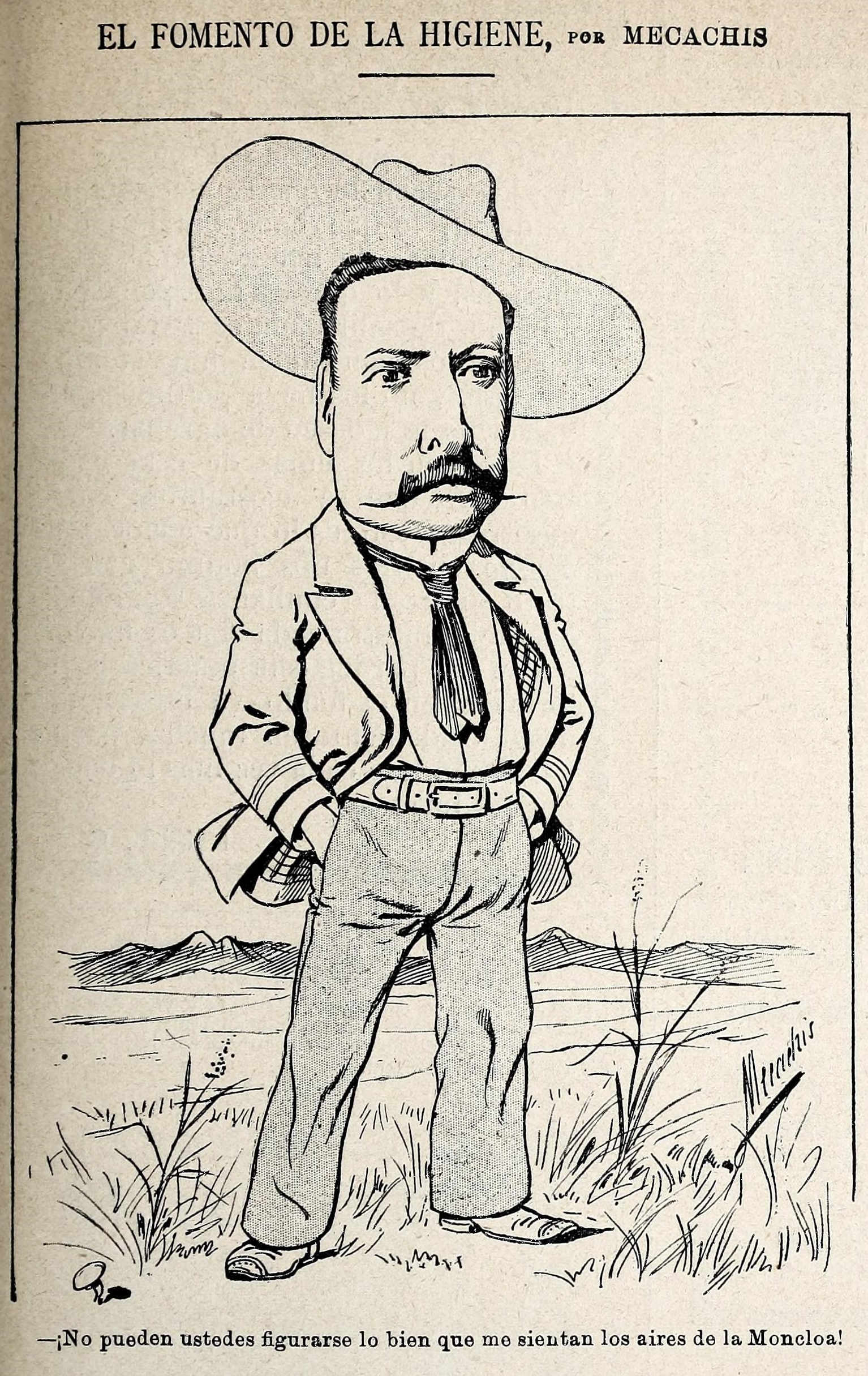
Caricaturizado por Mecachis (1895)

Obtuvo un acta de diputado por Roquetas en las Cortes de la Restauración al sustituir en 1878 a Juan Carnicero y San Román. Repitió escaño en las elecciones de 1879 y 1881 para pasar en 1886 a ser nombrado senador por la Sociedad Económica de Madrid. En 1891 vuelve al Congreso en representación de Albacete y en 1892 es nombrado senador vitalicio.
Fue académico de la Real Academia de Ciencias entre 23 de marzo de 1890 y el 13 de mayo de 1900.
Alcalde de Madrid en 1885 y entre 1891 y 1892, en su primera etapa al frente del Ayuntamiento madrileño una epidemia de cólera asoló la capital y su destacada lucha para acabar con la enfermedad hizo que fuese nombrado hijo predilecto y adoptivo de Madrid (véase: Pandemias de cólera en España). En su segunda etapa al frente de la alcaldía, debido a su «desacertada gestión», se produjo el llamado motín de las verduleras, en julio de 1892.
Fue ministro de Fomento entre el 23 de marzo y el 14 de diciembre de 1895, fecha en la que se vio obligado a dimitir debido a las manifestaciones multitudinarias que se celebraron en su contra motivadas por un escándalo sobre los presupuestos municipales. 
Apartado de la política activa se dedicó a la investigación y a la divulgación científica destacando sus obras: Estudios trigonométricos (1875), Manual de Astronomía popular (1880), La agricultura española en el siglo XIX (1883), Geometría aplicada a las Artes (1885) y Colección de discursos políticos (1889). 
Falleció en Madrid el 13 de mayo de 1900. Está enterrado en la localidad albaceteña de El Bonillo.[cita requerida]